# Districte de Regadiu
Als Estats Units, un districte de Regadiu és una cooperativa. Es tracta d'una corporació pública autònoma creada com una subdivisió del govern de l'estat, amb límits geogràfics definits, organitzada, i amb té poder fiscal per obtenir i distribuir l'aigua per al reg de les terres dins del districte. Es creada sota l'autoritat d'una legislatura de l'estat amb el consentiment d'una fracció designada dels propietaris o dels ciutadans.
És un Districte Especial creat per la llei per tal de desenvolupar grans projectes de regadiu. Tenen poder per gravar impostos, demanar prèstecs i condemnar.

## Exemples
| Estat      | Districte                                                      | Fundació | Notes |
| ---------- | -------------------------------------------------------------- | -------- | --- |
| Califòrnia | Districte de Regadiu Imperial                                  | 1911     | Canal de distribució a la vall d'Imperial                                                                               |
| Califòrnia | Districte de Regadiu de Nevada                                 | 1921     | Comtat de Nevada i parts dels comtats de Placer i Yuba                                                                  |
| Califòrnia | Districte de Regadiu San Joaquin Sud                           | 1909     | Sud del Comtat de San Joaquin                                                                                           |
| Nevada     | Districte de Regadiu Truckee–Carson                            | 1918     | Dona suport a l'agricultura als comtats de Lyon i Churchill                                                             |
| Nou Mèxic  | Districte de Regadiu de Carlsbad                               | 1949     | Declarat a Fita Històrica Nacional el 1964                                                                              |
| Nou Mèxic  | Districte de Conservació de Middle Rio Grande                  | 1925     | Rio Grande a la secció de la conca d'Albuquerque                                                                        |
| Ohio       | Districte de Conservació de Miami                              | 1914     | Riu Great Miami i els seus afluents                                                                                     |
| Ohio       | Districte de Conservació de la Conca Hidrogràfica de Muskingum | 1933     | Conca Hidrogràfica del riu Muskingum                                                                                    |
| Oregon     | Districte de Regadiu Central Oregon                            | 1918     | Proporciona aigua de reg a la regió de Central Oregon                                                                   |
| Utah       | Districte de Conservació d'Aigua de la vall de Jordan          | 1951     | Opera principalment al Comtat de Salt Lake. Anomenat Districte de Conservació d'Aigua del Comtat de Salt Lake fins 1999 |
| Washington | Districte de Regadiu de la Conca Quincy-Columbia               | 1910     | Porta aigua de regadiu a les granges de la conca del riu Colúmbia                                                       |